# Józef Poniatowski
Józef Antoni Poniatowski (Beč, 7. svibnja 1763. – Leipzig, 19. listopada 1813.) - poljski general i nacionalni heroj, maršal francuske vojske
Poniatowski je sin feldmaršala Andrzeja Poniatowskog, a majka mu se zvala Maria Theresia von Kinsky Wchinitz und Tettau. Njegov otac je bio brata Stanisława Poniatowskog, posljednjeg kralja Poljske. Józef Poniatowski bio je predstavnik Poljske na sprovodu Marije Terezije. Pratio je kralja Stanisława prilikom posjeta ruskoj carici Katerini Velikoj u Kijevu.
Bio je pukovnik i pobočnik cara Josipa II. 1788. U Austrijsko-turskom ratu ozbiljno je ranjen kod Šabca. 
Pridružio se poljskoj vojsci kao general-bojnik 1789. U rusko-poljskom ratu 1792., bio je jedan od glavnih poljskih vojnih zapovjednika i pomoćnik poljskog junaka Tadeuša Košćuška. Pokazao se kao sposoban zapovjednik. Nakon izgubljenog rata otišao je progonstvu, ali se vratio 1794. i pomagao Košćušku u Varšavi u obrani Poljske od Rusije i Pruske. Nakon treće podjele Poljske 1795., kojom je Poljska privremeno prestala postojati, preselio se u Beč. Kasnije je djelovao u Varšavi i Berlinu. 
Godine 1807. kao ministar rata u Varšavskom vojvodstvu organizirao je vojsku. Kao zapovjednik, vodio je poljske vojnike u ratu protiv Austrije 1809. godine. 
U Napoleonovoj invaziji na Rusiju 1812. vodio je zapovjedništvom Petog korpusa s Jérômeom Bonaparteom, najmlađim Napoleonovim bratom. Borio se u bitkama kod Smolenska i Borodina, te je 14. rujna 1812. prvi sa svojim poljskim vojnicima ušao u spaljenu i napuštenu Moskvu. Nakon katastrofalnog povlačenja, sastavio je novu vojsku. 
Hrabro se borio u bitci kod Leipziga 1813., zbog čega je dobio titulu francuskog maršala. Poginuo je kada ga je konj zbacio, dok je prelazio rijeku Bijeli Elster.
Pokopan je u kraljevskoj kripti Vavelske katedrale u Krakovu. U Varšavi mu je podignut spomenik 1829. godine.
Bio je poznat po brojnim ljubavnim aferama. Iz dva braka imao je djecu, koja su također ostvarila vojne karijere.